# 真早
真早（まはや），日本插畫家。

## 人物介紹
年過20歲，於劇場版的參與而發跡。，並第17回電擊插畫大賞獲得「金賞」。

## 主要作品

### 小說插畫&封面
- 智慧村的座敷童子（原作：镰池和馬、出版社：電擊文庫、全九卷）
- ケイサル;ブレイズ 剣姫統べる生徒会（原作：十月ユウ、出版社：富士見Fantasia文庫、三卷未完）
- 等級封頂的最強劍聖女碧翠斯也有弱點 其名為「噗噗」（原作：鎌池和馬、出版社：電撃文庫、六卷未完）
- カンナのカンナ シリーズ（原作：ナカノムラアヤスケ、出版社：寶島社、二卷未完）
- 異世界横断鉄道ルート66（原作：豊田巧、出版社：富士見Fantasia文庫）

### 遊戲插畫、角色設計
- クロガネ回姫譚-閃夜一夜-（みなとすてーしょん，插畫設計）

### 其他
- 吸血鬼姐與殭屍妹系列（吸血鬼の姉とゾンビの妹シリーズ，原作：镰池和馬）

## 外部連結
- transhy-diary(仮) （页面存档备份，存于）-FC2
- 真早的X（前Twitter）